# Asylaea inflexa
Asylaea inflexa là một loài bướm đêm trong họ Erebidae.